# Liste der Einträge im National Register of Historic Places in Washington, D.C.
Diese Liste der Einträge im National Register of Historic Places in Washington, D.C. nennt mehr als 660 Einzelanwesen und Districts in Washington, D.C., die in das National Register of Historic Places aufgenommen wurden. Unter ihnen sie 74 National Historic Landmarks und weitere 13 Stätten, die entweder vom Präsidenten oder vom Kongress der Vereinigten Staaten auf andere Weise wegen ihrer nationalen Bedeutung als historisches Kulturdenkmal eingestuft sind.
Diese Liste ist weitgehend nach den Quadranten von Washington, D.C. gegliedert. Weil der Northwest Quadrant jedoch mehr als 400 Einträge hat, wurde er für diese Liste in drei Teile gegliedert. Der Teil, der sich nahe an der National Mall (östlich von Rock Creek und südlich der M Street) befindet, ist dem Southwest zugeschlagen und wird im Rahmen dieser Liste als „zentrales Washington“ bezeichnet.  Die verbleibenden Gebiete des NW Quadrant sind geteilt in die Gebiete östlich des Rock Creek und westlich davon. Nachfolgend werden die derzeitigen Einträge nach diesen Gebieten angegeben.
Man beachte, dass das Weiße Haus, das Kapitol und das United States Supreme Court Building in der Datenbank des National Register als National Historic Landmarks verzeichnet sind; nach den Regelungen des Historic Preservation Act of 1966, Section 107 (16 U.S.C. 470g), sind diese drei Gebäude samt ihren Nebengebäuden und den Grundstücken per Gesetz vom Eintrag in das National Register ausgenommen.
Diese Liste ist auf dem Stand vom 10. Mai 2024.
|        | \| \| Area \| # of Sites \| \| ------ \| ------------------- \| ---------- \| \| 1 \| Central \| 222 \| \| 2 \| Western NW Quadrant \| 130 \| \| 3 \| Upper NW Quadrant \| 217 \| \| 4 \| Northeast \| 70 \| \| 5 \| Southeast \| 42 \| \| 6 \| Duplikate \| (19) \| \| Total: \| Total: \| 662 \| |            |
|        | Area | # of Sites |
| 1      | Central | 222        |
| 2      | Western NW Quadrant | 130        |
| 3      | Upper NW Quadrant | 217        |
| 4      | Northeast | 70         |
| 5      | Southeast | 42         |
| 6      | Duplikate | (19)       |
| Total: | Total: | 662        |